# Stuart (Oklahoma)
Stuart – miasto w Stanach Zjednoczonych, w stanie Oklahoma, w hrabstwie Hughes.